# 懸空之屋
懸空之屋（西班牙語：Casas Colgadas）是位於西班牙卡斯蒂利亚-拉曼恰自治區首府昆卡市的建築。懸空之屋修建時間未知，但在15世紀時就已見記載。懸空之屋已進行多次修繕，最近一次修繕是在1920年代。

## 图集

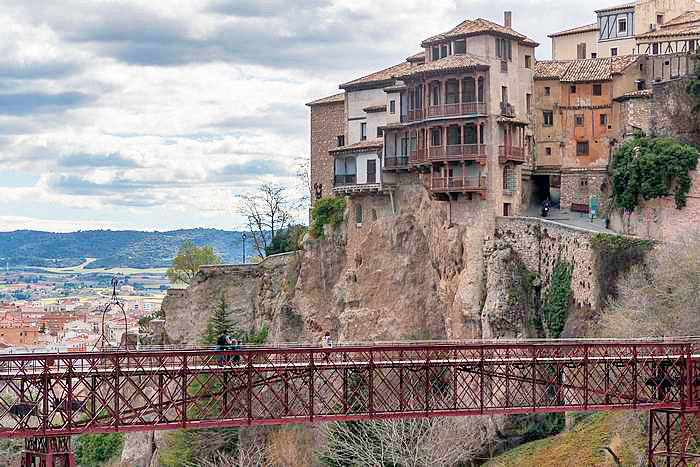
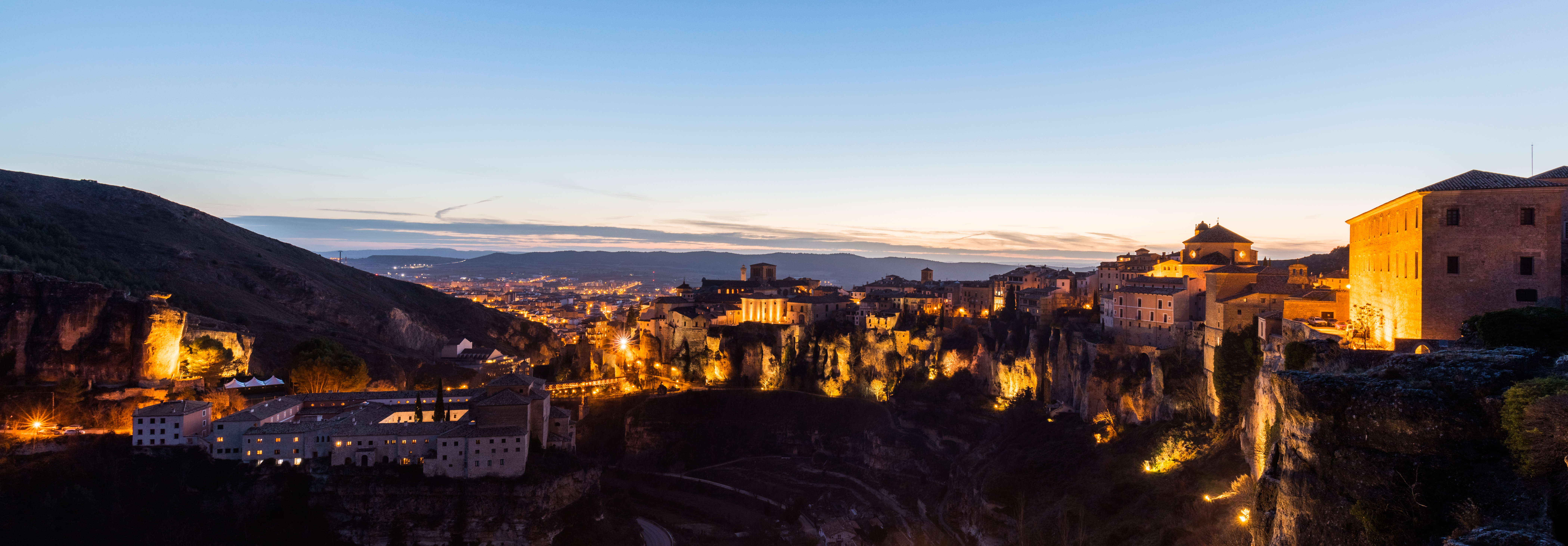
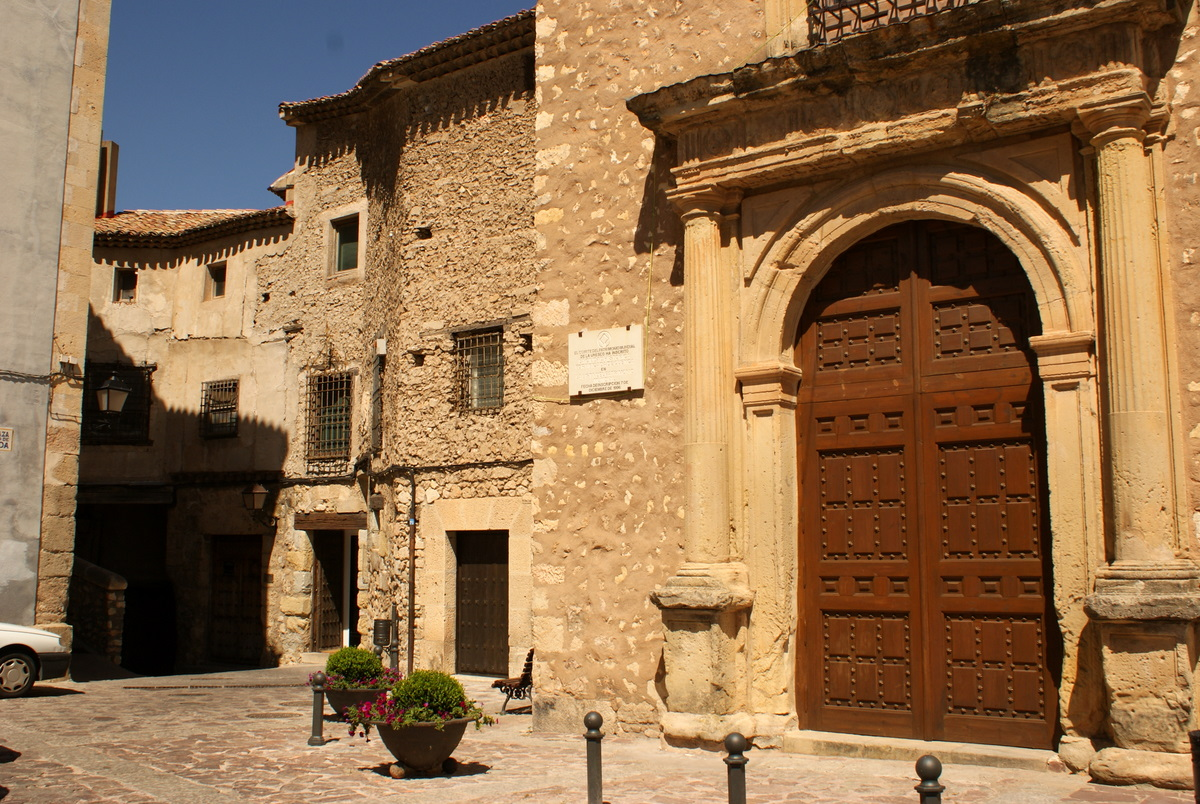
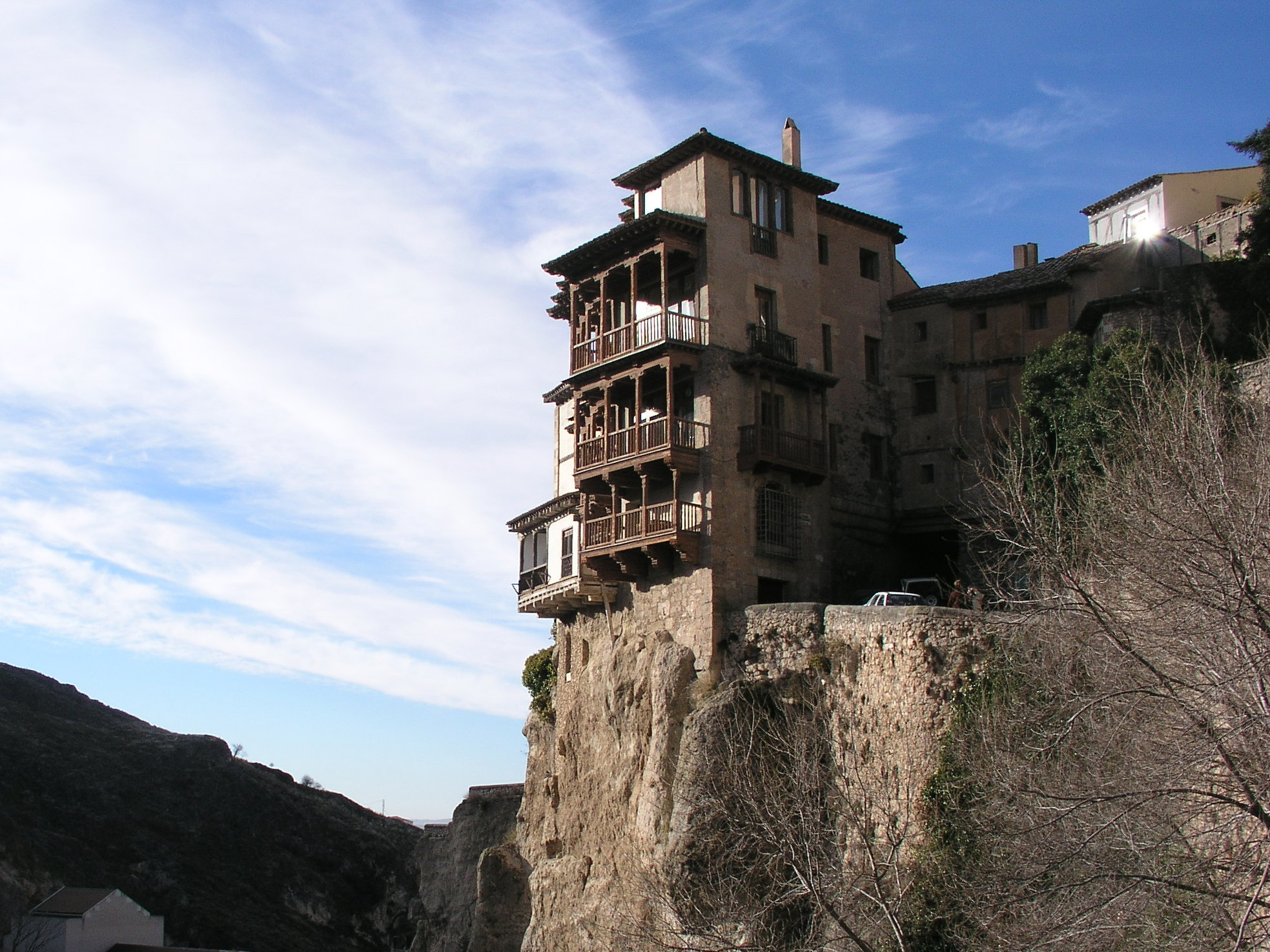

## 外部連結
- 维基共享资源上的相關多媒體資源：懸空之屋